# 151242 Hajós
(151242) Hajós, denumire internațională (151242) Hajos, este un asteroid din centura principală de asteroizi.

## Descriere
151242 Hajós este un asteroid din centura principală de asteroizi. A fost descoperit pe 11 ianuarie 2002 la Piszkesteto de Krisztián Sárneczky și Zsuzsanna Heiner. Asteroidul prezintă o orbită caracterizată de o semiaxă mare de 2,80 ua, o excentricitate de 0,23 și o înclinație de 6,4° în raport cu ecliptica.